# Jonesville, Virginia
Jonesville är administrativ huvudort i Lee County i Virginia. Orten har fått sitt namn efter markägaren Frederick Jones. Vid 2010 års folkräkning hade Jonesville 1 034 invånare.